# Tarjeta de invitación
Tarjeta de invitación (denominada wildcard o wild card en inglés) es el término utilizado en algunos deportes para nombrar deportistas o equipos a los que por escalafón no les correspondería participar en una competición, pero a los que los organizadores invitan expresamente. Esta clase de invitaciones se produce en los torneos de tenis, por ejemplo, cuando un jugador que ya ha ganado el torneo en ediciones anteriores, no tiene el ranking necesario para clasificar. Juan Martín del Potro (ganador del Abierto de Estados Unidos 2009) recibió una invitación para jugar el Abierto de Estados Unidos 2016, tras ganar la medalla de plata en los Juegos Olímpicos de Río 2016, cuando su ranking ATP no lo clasificaba para el torneo.
En el caso de otros deportes, como el motociclismo, donde para participar en las competiciones no es necesaria una clasificación, sino tener contrato con uno de los equipos que toman la salida, también se utiliza este término para designar a los pilotos, normalmente cuatro o cinco por carrera, a quienes se invita para que disputen los Grandes Premios.